# DAX

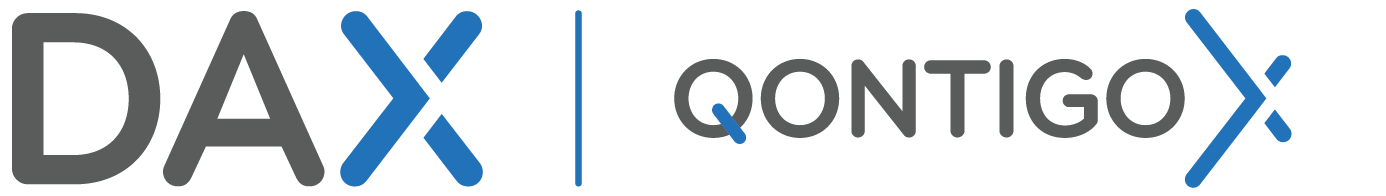
logo

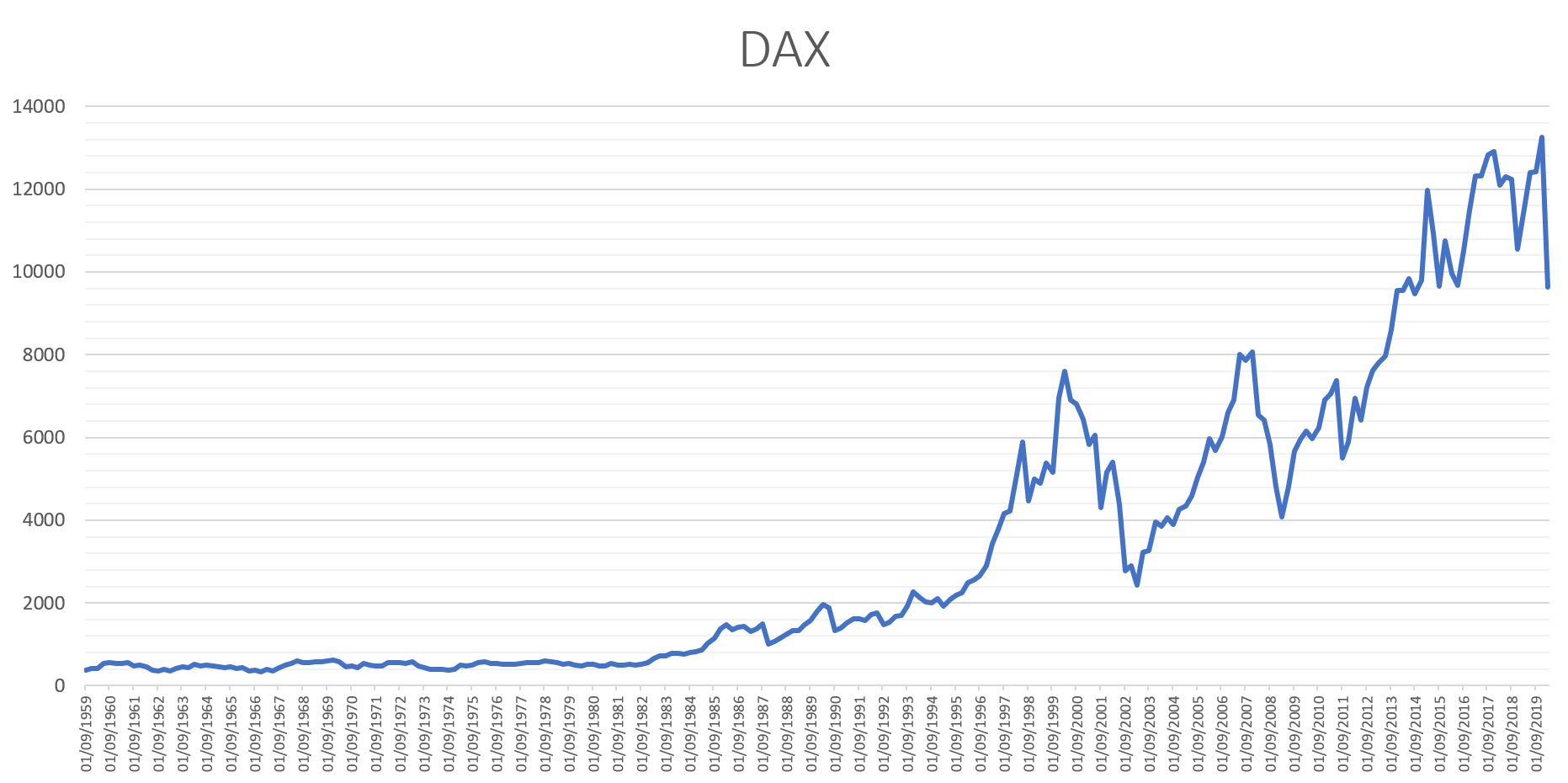
DAX 30 1959-2019

Il DAX (Deutscher Aktienindex), in precedenza Deutscher Aktien-Index 30, è stato il segmento della Borsa di Francoforte contenente i 30 titoli a maggiore capitalizzazione.
Il DAX fu elaborato il 1 luglio del 1988, e la sua scala iniziale conteneva 1000 punti. L’indice viene determinato da un’azienda chiamata Deutsche Börse AG.
Il 24 novembre del 2020, Deutsche Börse ha dichiarato l’inclusione di dieci componenti aggiuntivi, con lo scopo di permettere all’indice di definire in modo più preciso la struttura moderna dell’economia della Germania. Da lunedì 20 settembre 2021, sono confluiti all'interno dell'indice altri dieci titoli, espandendo pertanto il numero di partecipanti complessivo a 40 membri.  Da questa data quindi l'indice è stato rinominato DAX 40 con orario di apertura delle contrattazioni dalle 09:00 alle 17:30 CET.

## Calcolo dell’indice
A partire dal gennaio 2016, il DAX viene calcolato ogni giorno di negoziazione dalle 9:00 di mattina, ora dell’Europa Centrale. Nel corso della calcolazione del DAX si usano i prezzi delle azioni quotate nella borsa elettronica XETRA.
Per effettuare il calcolo basato sulla formula di Étienne Laspeyres, i prezzi delle azioni delle società selezionate vengono ponderati in conformità alla loro capitalizzazione di mercato.
Vengono prese in considerazione solo le azioni soggette alla libera circolazione. Nel caso in cui il capitale di una società sia composto da alcuni tipi di azioni (ad esempio, azioni ordinarie e azioni privilegiate), viene utilizzato il tipo di azioni con la liquidità più alta.

## Criteri di selezione
Dal settembre del 2021, le società hanno il diritto di essere incluse nel DAX solo in base all’unico criterio – la capitalizzazione di mercato. Viene preso in considerazione il valore totale di tutte le azioni che sono in libera circolazione e non nelle mani di investitori strategici. Altri criteri precedentemente utilizzati (come ad esempio il numero degli scambi con questo tipo di titoli) sono ormai invalidi.
Inoltre, è stata introdotta una nuova condizione rigorosa: le società che si candidano per il DAX 40 devono avere almeno due anni di attività commerciale con il profitto, nonché presentare in modo regolare le relazioni non solo annuali e semestrali ma anche trimestrali sottoposte alla revisione contabile con modalità previste.
Un’azione può essere esclusa dall’indice tra le date di ribilanciamento se il suo peso supera il 10% e se la volatilità storica di 30 giorni del prezzo dell’azione va oltre il 250%.

## Aziende
Di seguito la lista delle aziende dell'indice DAX 40, al 4 febbraio 2025.
| Name                      | Simbolo | Settore           | Peso nell'indice in % | Inserimento  | Sede                     | Nazione     |
| ------------------------- | ------- | ----------------- | --------------------- | ------------ | ------------------------ | ----------- |
| Adidas                    | ADS     | Articoli sportivi | 2,757                 | 1998-06-22   | Herzogenaurach           | Germania    |
| Airbus                    | AIR     | Aerospazio        | 6,388                 | 2021-09-20   | Leida                    | Paesi Bassi |
| Allianz SE                | ALV     | Assicurazioni     | 8,039                 | 1988-07-01   | München                  | Germania    |
| BASF                      | BAS     | Chimica           | 2,663                 | 1988-07-01   | Ludwigshafen am Rhein    | Germania    |
| Bayer                     | BAYN    | Chimica           | 1,305                 | 1988-07-01   | Leverkusen               | Germania    |
| Beiersdorf                | BEI     | Cosmetica         | 0,812                 | 2022-06-20   | Hamburg                  | Germania    |
| BMW                       | BMW     | Automotive        | 1,623                 | 1988-07-01   | München                  | Germania    |
| Brenntag                  | BNR     | Chimica           | 0,518                 | 2021-09-20   | Essen                    | Germania    |
| Commerzbank               | CBK     | Banken            | 1,113                 | 2023-02-27   | Frankfurt am Main        | Germania    |
| Continental               | CON     | Automotive        | 0,486                 | 2012-09-24   | Hannover                 | Germania    |
| Daimler Truck             | DTG     | Automotive        | 1,494                 | 2022-03-21   | Stuttgart                | Germania    |
| Deutsche Bank             | DBK     | Banken            | 2,273                 | 1988-07-01   | Frankfurt am Main        | Germania    |
| Deutsche Börse            | DB1     | Borsa valori      | 2,982                 | 2002-12-23   | Frankfurt am Main        | Germania    |
| Deutsche Post AG          | DHL     | Logistica         | 2,350                 | 2001-03-19   | Bonn                     | Germania    |
| Deutsche Telekom          | DTE     | Telecomunicazioni | 7,264                 | 1996-11-18   | Bonn                     | Germania    |
| E.ON                      | EOAN    | Energia           | 1,626                 | 2000-06-19   | Essen                    | Germania    |
| Fresenius                 | FRE     | Medicina          | 0,965                 | 2009-03-23   | Bad Homburg vor der Höhe | Germania    |
| Fresenius Medical Care    | FME     | Medicina          |                       | 2024-12-27   | Hof                      | Germania    |
| Hannover Rück             | HNR1    | Assicurazioni     | 1,029                 | 2022-03-21   | Hannover                 | Germania    |
| Heidelberg Materials      | HEI     | Materiali         | 1,132                 | 2010-06-20   | Heidelberg               | Germania    |
| Henkel                    | HEN3    | Chimica           | 0,961                 | 1988-07-01   | Düsseldorf               | Germania    |
| Infineon                  | IFX     | Elettronica       | 2,875                 | 2009-09-21   | Neubiberg                | Germania    |
| Mercedes-Benz Group       | MBG     | Automotive        | 2,640                 | 1998-12-21 1 | Stuttgart                | Germania    |
| Merck                     | MRK     | Chimica           | 1,253                 | 2007-06-18   | Darmstadt                | Germania    |
| MTU Aero Engines          | MTX     | Aerospazio        | 1,218                 | 2019-09-23   | München                  | Germania    |
| Münchener Rück            | MUV2    | Assicurazioni     | 4,634                 | 1996-09-23   | München                  | Germania    |
| Porsche Automobil Holding | PAH3    | Holding           | 0,384                 | 2021-09-20   | Stuttgart                | Germania    |
| Porsche AG                | P911    | Automotive        | 0,453                 | 2022-12-19   | Stuttgart                | Germania    |
| Qiagen                    | QIA     | Biotecnologie     | 0,674                 | 2021-09-20   | Venlo                    | Paesi Bassi |
| Rheinmetall               | RHM     | Difesa            | 1,868                 | 2023-03-20   | Düsseldorf               | Germania    |
| RWE                       | RWE     | Energia           | 1,340                 | 1988-07-01   | Essen                    | Germania    |
| SAP                       | SAP     | Software          | 16,691                | 1995-09-18   | Walldorf                 | Germania    |
| Sartorius                 | SRT3    | Biotecnologie     | 0,381                 | 2021-09-20   | Göttingen                | Germania    |
| Siemens                   | SIE     | Elettrotecnica    | 9,981                 | 1988-07-01   | Berlino e Monaco         | Germania    |
| Siemens Energy            | ENR     | Elettrotecnica    | 2,356                 | 2022-09-19   | Monaco                   | Germania    |
| Siemens Healthineers      | SHL     | Medicina          | 1,016                 | 2021-09-20   | Erlangen                 | Germania    |
| Symrise                   | SY1     | Chimica           | 0,896                 | 2021-09-20   | Holzminden               | Germania    |
| Volkswagen                | VOW3    | Automotive        | 1,284                 | 1988-07-01   | Wolfsburg                | Germania    |
| Vonovia                   | VNA     | Immobiliare       | 1,448                 | 2015-09-21   | Bochum                   | Germania    |
| Zalando                   | ZAL     | Commercio         | 0,549                 | 2021-09-20   | Berlino                  | Germania    |

- La Mercedes-Benz Group e E.ON sono nell'indice dal 1° luglio 1988.

## Espansione dell'indice
I nuovi dieci titoli inclusi in DAX30 (Ora DAX40) dal 20 settembre 2021 sono:
Airbus - produttore aerospaziale

Zalando - piattaforma di e-commerce

Siemens Healthineers - ramo dispositivi medici di Siemens

Symrise - produttore di profumi, aromi, principi attivi cosmetici

HelloFresh - società produttrice di pasti preconfezionati

Sartorius - attrezzature di laboratorio 

Porsche Automobil Holding - casa automobilistica di lusso 

Brenntag - società attiva nella chimica 

Puma - società di abbigliamento

Qiagen - biotecnologia e diagnostica medicale